# 丹科夫
53°15′N 39°09′E / 53.250°N 39.150°E

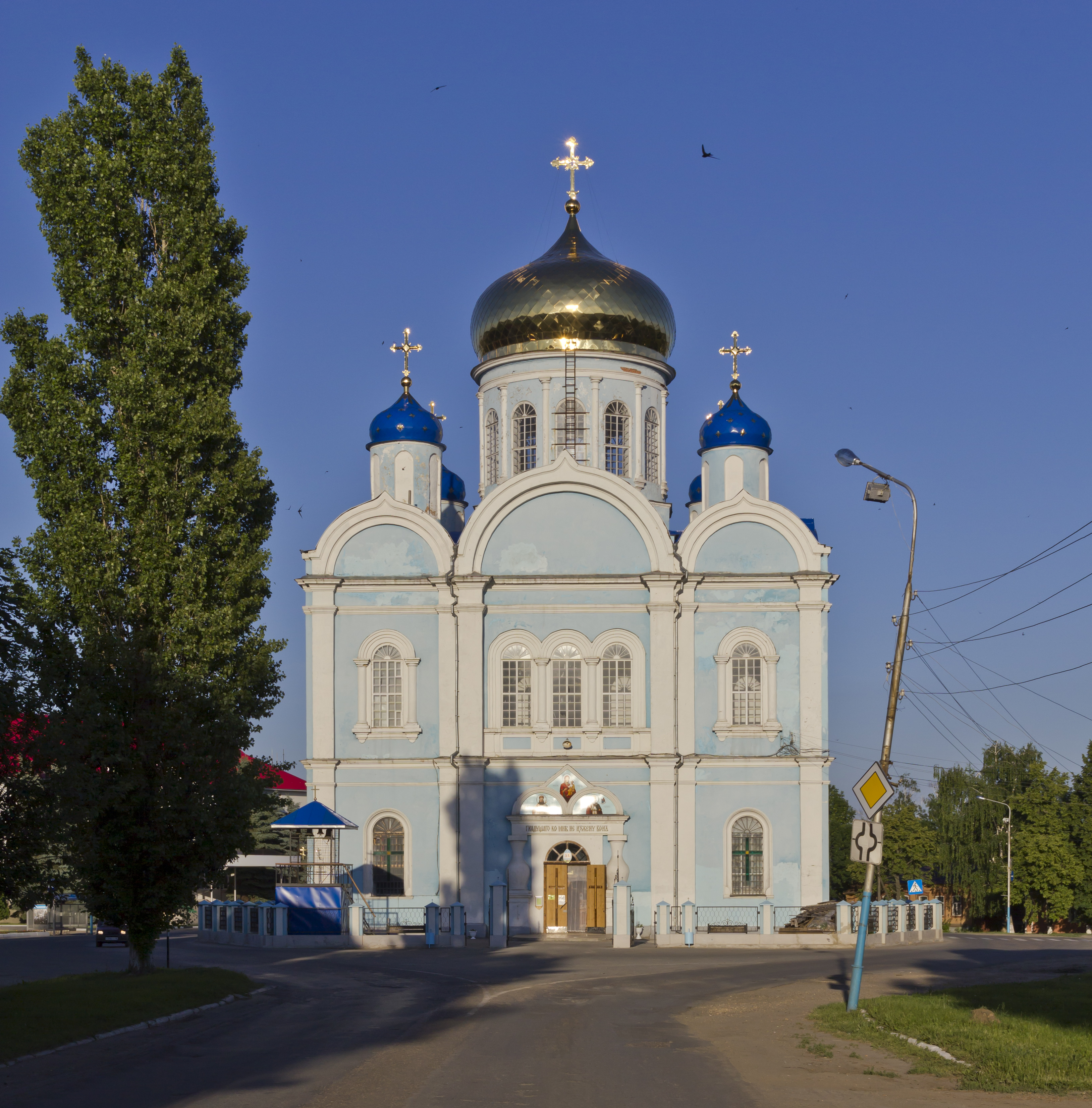

丹科夫（俄语：Данко́в）是俄羅斯利佩茨克州的一個城市，位於利佩茨克西北86公里的頓河畔。2002年人口23,249人。
歷史上多次興衰，最近一次設市1959年。